# Stansted Mountfitchet vasútállomás
Stansted Mountfitchet vasútállomás egy a West Anglia Main Line vonalon üzemeltet állomás az Essex megyei, uttlesfordi Stansted Mountfitchet faluban, Angliában. Bishop's Stortford és Elsenham állomások közt található, mintegy 53,7 kilométerre London Liverpool Street-től.
Az állomás és minden rajta közlekedő vonat üzemeltetője a Greater Anglia.